# Canóvanas Barrio
Canóvanas Barrio es un barrio-pueblo ubicado en el municipio de Canóvanas en el Estado Libre Asociado de Puerto Rico. En el Censo de 2010 tenía una población de 4060 habitantes y una densidad poblacional de 1252,06 personas por km².

## Geografía
Canóvanas se encuentra ubicado en las coordenadas 18°22′45″N 65°54′8″O / 18.37917, -65.90222. Según la Oficina del Censo de los Estados Unidos, Canóvanas tiene una superficie total de 3.24 km², de la cual 3.16 km² corresponden a tierra firme y (2.4%) 0.08 km² es agua.

## Demografía
Según el censo de 2010, había 4060 personas residiendo en Canóvanas. La densidad de población era de 1252,06 hab./km². De los 4060 habitantes, Canóvanas estaba compuesto por el 61.7% blancos, el 23.33% eran afroamericanos, el 0.54% eran amerindios, el 0.3% eran asiáticos, el 0% eran isleños del Pacífico, el 11.13% eran de otras razas y el 3% pertenecían a dos o más razas. Del total de la población el 99.66% eran hispanos o latinos de cualquier raza.